# Arthur Daehnke
Arthur Daehnke (* 29. August 1872 in Grünhagen, Westpreußen; † 30. Januar 1932 in Mehlauken, Kreis Labiau) war ein deutscher Richter und Offizier. In Ostpreußen wurde er als Jäger und bierfreundliches Original berühmt.

## Leben
Als Sohn eines Gutsbesitzers besuchte Daehnke das Gymnasium in Marienburg. Nach dem Abitur immatrikulierte er sich an der Friedrichs-Universität Halle für Rechtswissenschaft. Das Corps Borussia Halle admittierte ihn im Sommersemester 1891. Im Februar 1892 recipiert, wurde er im Sommersemester 1892 ohne Band entlassen. Das Studium setzte er an der heimatlichen Albertus-Universität Königsberg fort. Als Amtsrichter in Mehlauken war er von pedantischer Genauigkeit. Seine „Freunde aus der Grünen Farbe“ brachte er oft zum Verzweifeln, wenn sie als Forstanwälte bei Waldfreveln die Anklage vertraten. Im Ersten Weltkrieg führte er als Rittmeister der Reserve beim Train eine Munitionskolonne an der Ostfront. Beim Stiftungsfest 1923 wurde er Corpsschleifenträger von Borussia Halle. Daehnke litt unter den Folgen des Krieges und starb mit 60 Jahren ohne eigentlich krank zu sein. An der Trauerfeier in seiner Wohnung nahmen viele Landsleute und „Gläubige“ teil. Als Jäger, Freund und Corpsbruder hielt der Superintendent Walter Treidel nach Daehnkes Willen die „Scheiterhaufenrede“. Der Kriegerverein Mehlauken unter Führung von Forstmeister Geissel (Altsternberg) gab ihm das letzte Geleit. Seine Asche wurde auf dem Friedhof von Salusken bei Neidenburg beigesetzt. Der Junggeselle und passionierte Jäger führte ein geselliges Leben.

### Gastgeber

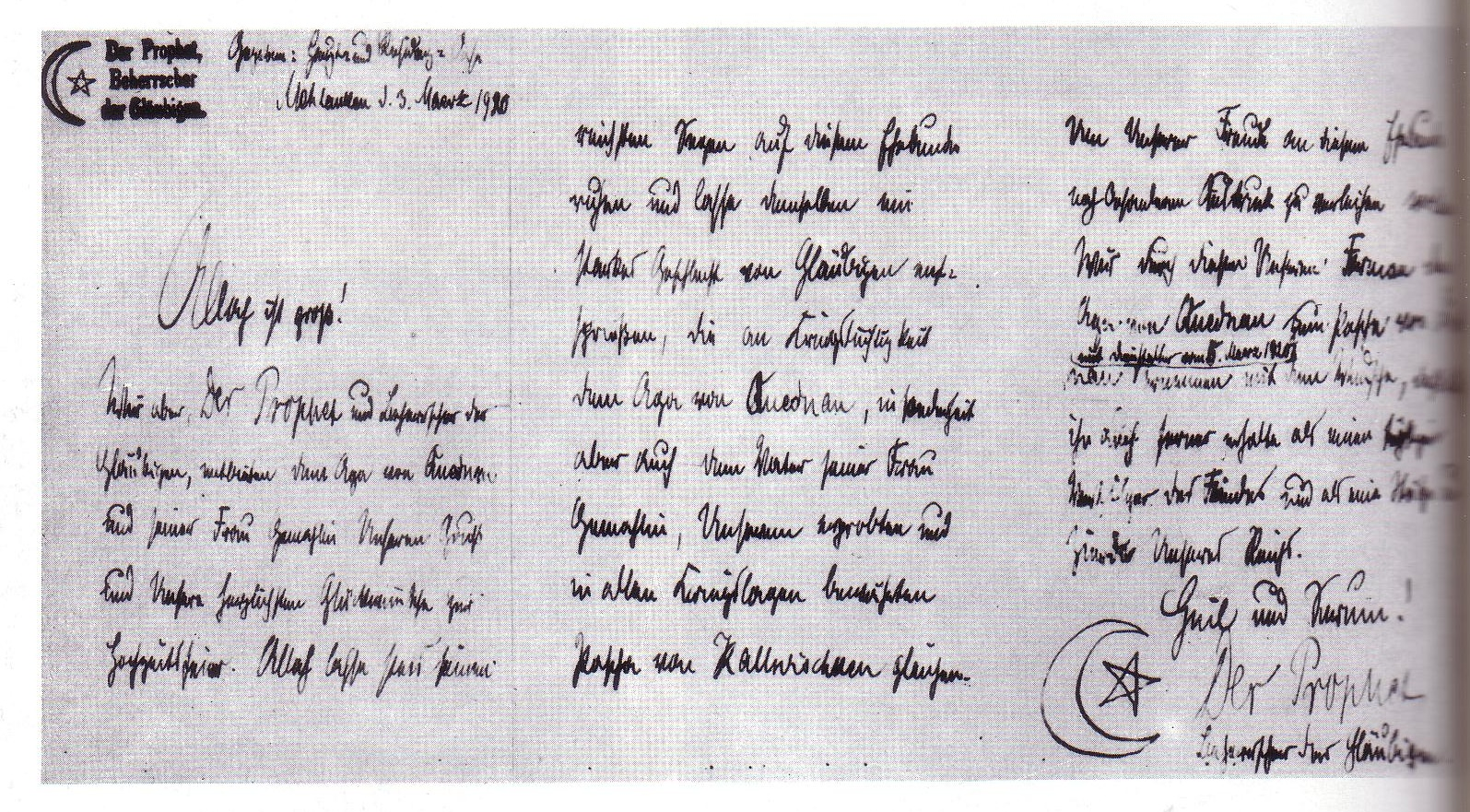
Ferman des Großen Propheten (1920)

An den Prophetenfesten nahmen oft Damen teil; nur zum „Frühlingsfest“ und zur „Sommerjagd“ im gepachteten Schaltischleddiner Revier wurden sie nicht eingeladen. Nach bewundertem Jagdglück erhielt der Oberförster von Altsternberg (Geissel) als einziger den „Orden des Grünfüßigen Sumpfhuhns“. Mit der alkoholischen „Fruchtfolge“ musste man umgehen können: Zunächst Grog mit wenig Wasser, zum Essen „ostpreußisch hergerichteter“ Weißwein und danach Bier, das die Wirtschafterin in einem Kinderwagen brachte. Als der Landgerichtspräsident sich ein Bild von den außerdienstlichen Aktivitäten des Amtsrichters machen wollte, schickte er einen Assessor nach Mehlauken. Da Daehnke ihn als Prüfer ablehnte, machten sich Herr Präsident selbst auf den Weg – und wurden „gläubig“. Der Forstmann Hans Kramer brachte es zum „Bey von Szerszantinnen und Skierniewice“. In seinem Elchwald-Buch berichtet er ausführlich über den „klugen und gebildeten Mann mit einem goldenen Herzen“.

### Schlachtenlenker
Die „Kampfmittel“ waren Tuberkel (Schnapsglas), Tubikel (Weinglas), Tubus (Bierglas), Kalabasse (Halbliterkrug), Überkalabasse (Literkrug), Oberüberkalabasse und Feindlicher Truppenkörper (über 2 Liter). Die Grade waren Bey, Aga, Pascha, Pascha mit dem Titel Exzellenz und Großwesir. Eine Inspektionsreise nach Königsberg hatte der Große Prophet mit dem „Großwesir von Königsberg“ generalstabsmäßig vorbereitet: In jedem Stadtteil trafen sich die Truppen in festgelegten Kneipen zur genau berechneten Zeit. Von dort brachen sie sternförmig zu einem Lokal in der Stadtmitte auf, wo sie Punkt 12 Uhr eintrafen. Der Keller war bald leergetrunken, die Schlacht gewonnen. Im Krieg marschierte Daehnkes „Kohorte“ unter einer Fahne mit Halbmond und Stern. Einem vorbeikommenden General meldete er: „Melde gehorsamst, der große Prophet mit hundert Gläubigen und zweihundert Kamelen auf dem Kriegspfad von der Oase X zur Oase Y“. Der Krieg bescherte dem Orden Gläubige aus ganz Deutschland. Die Mitgliederzahl des Ordens wurde 1973 auf 5.000 geschätzt.